# Through the Looking Glass (Shadowland)
Through the Looking Glass is het tweede studioalbum van de Britse muziekgroep Shadowland. Het album is in oktober en november 1993 opgenomen in de privéstudio van Clive Nolan Thin Ice Studios in Londen. De muziek laat een progressie horen in de richting van de muziek van Arena, een latere band van Nolan. Het verscheen op het platenlabel SI Music, dat gerund werd door goedwillende liefhebbers. Hoe moeilijk het genre progressieve rock het had, bleek uit het feit dat het label in 1996 failliet ging en het album toen niet meer verkrijgbaar was.
In 1997 volgde daarom een heruitgave op het eigen platenlabel van Nolan, Verglas Music, met een afwijkende hoes en een bonustrack [*].

## Musici
- Clive Nolan – zang en keyboards
- Karl Groom – gitaar en baspedalen
- Ian Salmon – basgitaar en akoestische gitaar
- Nick Harradence – slagwerk.

Met
- Tina Riley – zang op Mindgames

## Composities
Allen van Nolan:
1. A Matter Of Perspective (2:16)
2. The Hunger (6:27)
3. Dreams Of The Ferryman (8:44)
4. Half Moon Street (7:17)
5. When The World Turns To White (9:05)
6. The Waking Hour (7:49)
7. Through The Looking Glass (11:19)
8. Mindgames (7:21)
9. So The Music Stops (4:29) [*]

Tijdens optredens kwamen Richard West en Mike Varty de band versterken; Varty bleef definitief. Het album bevat een verwijzing naar Through the Looking Glass, het boek van Lewis Carroll.